# Benjamin Zymler
Benjamin Zymler GORB • ComMM (Rio de Janeiro, 25 de março de 1956) é um engenheiro eletricista, jurista e ministro do Tribunal de Contas da União (TCU).

## Biografia
Filho de imigrantes judeus da Polônia, Benjamin formou-se em engenharia elétrica pelo Instituto Militar de Engenharia. Trabalhou nas Furnas Centrais Elétricas e na iniciativa privada até 1992, quando ingressou no Tribunal de Contas da União como Analista de Finanças e Controle Externo, mediante concurso público.
Formar-se-ia ainda em direito, com mestrado pela Universidade de Brasília. Prestou novo concurso em 1996 para ao cargo de auditor do próprio tribunal, sendo aprovado e empossado em 1998.

### Ministro do TCU
Com a aposentadoria do ministro Bento Bugarin, foi indicado pelo presidente da república Fernando Henrique Cardoso à vaga destinada a auditores do TCU. Aprovado pelo Senado Federal, foi empossado em 11 de setembro de 2001.
Entre 2003 e 2005, foi duas vezes condecorado pelo presidente Luiz Inácio Lula da Silva, respectivamente com a admissão à Ordem do Mérito Militar no grau de Comendador especial e depois com a Ordem de Rio Branco no grau de Grande-Oficial suplementar. Presidiu o tribunal desde janeiro de 2011 até o fim de 2012.